# Mecynargus borealis
Mecynargus borealis là một loài nhện trong họ Linyphiidae.
Loài này thuộc chi Mecynargus. Mecynargus borealis được miêu tả năm 1930 bởi Jackson.